# Pomacea paludosa
Pomacea paludosa är en snäckart som först beskrevs av Thomas Say 1829.  Pomacea paludosa ingår i släktet Pomacea och familjen äppelsnäckor. IUCN kategoriserar arten globalt som livskraftig. Inga underarter finns listade i Catalogue of Life.

## Bildgalleri

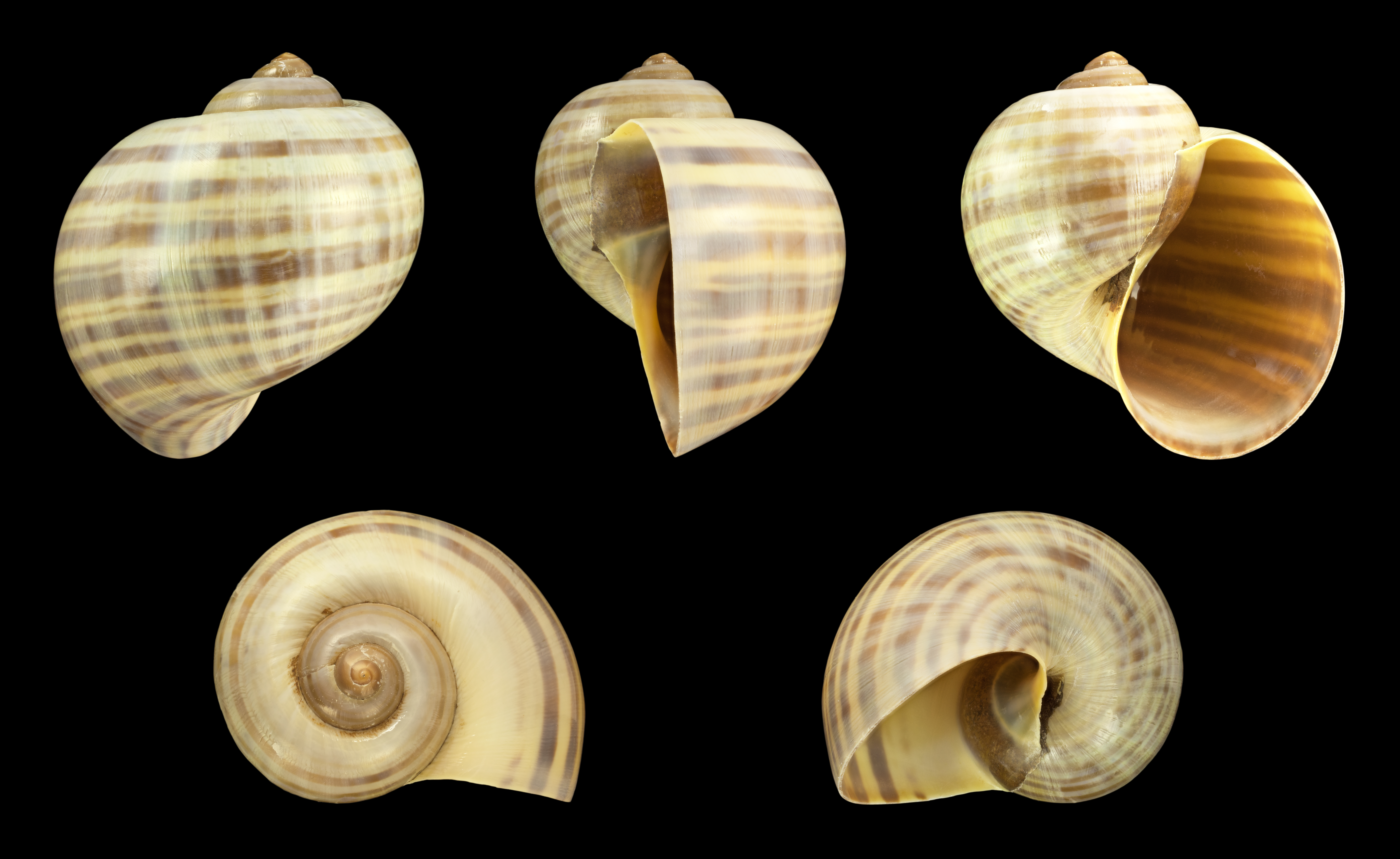
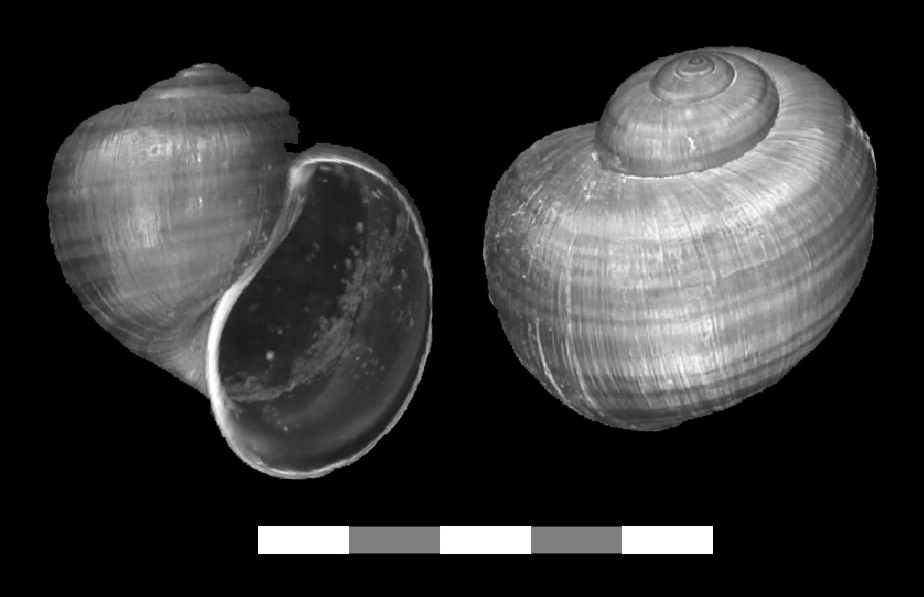
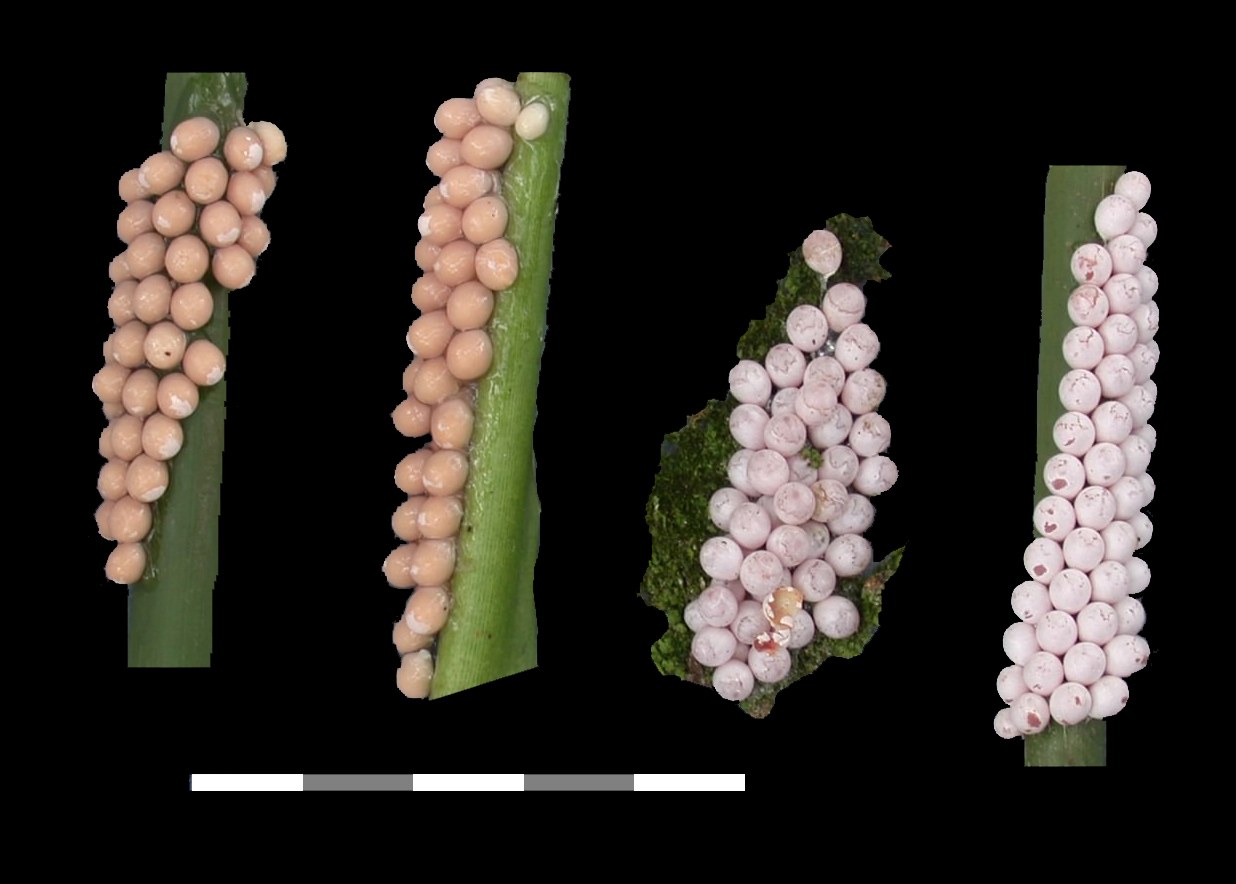